# Paweł Jędrzejko
Paweł Jędrzejko (ur. 27 czerwca 1970 w Katowicach) – polski literaturoznawca-amerykanista, translatolog, muzyk i żeglarz. Członek sekstetu Banana Boat.

## Życiorys
Urodził się 27 czerwca 1970 w Katowicach w rodzinie biologa Krzysztofa (1945–2012) i filolog Ewy Jędrzejków. Jest starszym bratem Macieja Jędrzejki (ur. 1977), twórcy i wokalisty zespołu Banana Boat. Absolwent II Liceum Ogólnokształcącego im. Emilii Plater w Sosnowcu. Ukończył filologię angielską na Uniwersytecie im. Adama Mickiewicza. Stopień doktora nauk humanistycznych za rozprawę poświęconą egzystencjalizmowi Hermana Melville’a uzyskał w roku 2000. Od 1994 pracownik naukowy Uniwersytetu Śląskiego w Katowicach. W roku 2013 uzyskał stopień doktora habilitowanego nauk humanistycznych w zakresie literaturoznawstwa za cykl publikacji poświęcony dziełu i myśli Hermana Melville’a. Od roku 2021 profesor Uniwersytetu Śląskiego w Katowicach.

## Działalność naukowa
W kadencji 2003–2009, a następnie od roku 2013 członek zarządu International American Studies Association; od października 2021 do grudnia 2023 prezes tego Towarzystwa, współtwórca i od 2022 roku redaktor naczelny czasopisma Review of International American Studies. Członek polskich i międzynarodowych towarzystw naukowych: The Melville Society, Modern Language Association, American Studies Association i Polskiego Towarzystwa Studiów Amerykańskich. Zastępca redaktora naczelnego czasopisma naukowego Er(r)go-Teoria-Literatura-Kultura. Autor licznych artykułów naukowych i popularnych, redaktor tomów zbiorowych, autor wielu recenzji i not krytycznych, twórca pierwszych pełnowymiarowych polskojęzycznych opracowań dotyczących Hermana Melville’a. Jego zainteresowania badawcze obejmują teorię i historię literatury i kultury, teorię przekładu oraz filozofię.
Wychodząc z założenia o dyskursywno-ontycznym charakterze rzeczywistości, Jędrzejko prowadzi kulturoznawcze poszukiwania miejsc wspólnych ludzkiej działalności poznawczej i aktywności twórczej – oraz relacji, jaka zachodzi między świadomością kreatywnej mocy języka a kształtem codziennych, międzyludzkich relacji. Obszary jego szczególnego zainteresowania obejmują filozofię przyjaźni i filozofię egzystencji, historię literatury amerykańskiej XIX stulecia, literaturę „Amerykańskiego Renesansu”, twórczość Hermana Melville’a, teorie postkolonialne i teorie feministyczne.
Jędrzejko prowadził wykłady gościnne w Polsce, Wielkiej Brytanii, Stanach Zjednoczonych (Grinnell College, University of Iowa, Centre College, Massachusetts Institute of Technology), Hiszpanii, Indiach, Słowacji i Szwecji. Organizator międzynarodowych konferencji naukowych i wydarzeń popularyzujących naukę. W roku 2009 uzyskał nominację do nagrody Lauru Studenckiego w kategorii „Przyjaciel Studenta” przyznawanej dorocznie przez Samorząd Studentów Uniwersytetu Śląskiego. W 2016 roku, w uznaniu całokształtu działalności naukowej i organizacyjnej, został wyróżniony Złotą Odznaką Zasłużonego dla Uniwersytetu Śląskiego.

## Monografie (autorskie i współredagowane)
- Paweł Jędrzejko, Marcin Fabjański, Dariusz Kubok. Atmospheric Health, Nature, and Well-being: Towards a Philosophy of the Garden, London and New York: Routledge, 2025. Strony: 384. ISBN 9781032357676
- Zbigniew Białas, Paweł Jędrzejko, Julia Szołtysek, eds. Culture and the Rites/Rights of Grief, Newcastle: Cambridge Scholars Publishing, 2013. Strony: 260. ISBN 978-1-4438-5059-9
- Zbigniew Białas, Paweł Jędrzejko, Karolina Lebek, eds. Inside-Out: Discourses of Interiority and Worldmaking Imagination, Bielsko-Biała: Wydawicnictwo WSEH, 2012. Strony: 277. ISBN 978-83-928226-3-9
- Paweł Jędrzejko, Milton M. Reigelman, Zuzanna Szatanik, eds. Secret Sharers: Melville, Conrad and Narratives of the Real, Zabrze: M-Studio, 2011. Strony: 395. ISBN 978-83-62023-56-1
- Paweł Jędrzejko, Milton M. Reigelman, Zuzanna Szatanik, eds. Hearts of Darkness: Melville, Conrad and Narratives of Oppression, Zabrze: M-Studio, 2010. Strony: 262. ISBN 978-83-62023-40-0
- Paweł Jędrzejko. Płynność i egzystencja. Doświadczenie lądu i morza a myśl Hermana Melville'a, Katowice: Bananaart.pl/ExMachina/M-Studio, 2008. Strony: 372. ISBN 978-83-88427-76-3 (in Polish)
- Paweł Jędrzejko. Melville w kontekstach czyli prolegomena do studiów melvillistycznych (kierunki badań--biografia-kultura), Katowice: Bananaart.pl/ExMachina/M-Studio, 2007. Strony: 157. ISBN 83-88427-50-4 (in Polish)
- Wojciech Kalaga, Eugeniusz Knapik, eds., Paweł Jędrzejko, Stanisław Kosz, Marcin Trzęsiok – assistant eds. Styl późny w muzyce i literaturze, Katowice: Wydawnictwo Naukowe Śląsk, 2002. Strony: 240. ISBN 978-83-716-4304-0 (in Polish)
- Teresa Pyzik, Paweł Jędrzejko, eds. Reflections on Ethical Values in Post(?)Modern American Literature, Katowice: Wydawnictwo UŚ, 2000. Strony: 238. ISBN 83-226-0962-0

## Działalność organizacyjna
W latach 2013–2020, do chwili reorganizacji struktury Uniwersytetu Śląskiego, Paweł Jędrzejko był Kierownikiem Zakładu Studiów Amerykańskich i Kanadyjskich Instytutu Kultur i Literatur Anglojęzycznych Wydziału Filologicznego Uniwersytetu Śląskiego. W latach 2012–2013 Jędrzejko pełnił również funkcję Pełnomocnika Rektora Uniwersytetu Śląskiego ds. Rekrutacji; w tym też okresie był członkiem Komisji ds. Optymalizacji Działań Administracji oraz Zespołu ds. Fundraisingu. W latach 2013–2017 piastował stanowisko dyrektora Wydawnictwa Uniwersytetu Śląskiego. Jako dyrektor Wydawnictwa był odpowiedzialny za wdrożenie elektronicznego obiegu dokumentów i implementację platform elektronicznych dla potrzeb publikacji i dystrybucji prac naukowych Uniwersytetu Śląskiego w Katowicach oraz reorganizację strukturalną podległej sobie jednostki w celu dostosowania jej do wymogów współczesnego rynku wydawniczego. Dla tych przyczyn, w latach 2015–2016 został powołany do Zespołu Doradczego Ministra Nauki i Szkolnictwa Wyższego ds. Otwartego Dostępu do treści naukowych oraz był przedstawicielem Konferencji Rektorów Akademickich Szkół Polskich w grupie kontaktowej przy Europejskim Stowarzyszeniu Uniwersytetów. Reprezentował też Uniwersytet Śląski w Katowicach w negocjacjach z kluczowymi międzynarodowymi partnerami z ekosystemu społeczno-ekonomicznego UŚ i w tym wymiarze pełni funkcję Członka Zarządu Stowarzyszenia na Rzecz Rozwoju Inteligentnej Metropolii Śląskiej Smarter Silesia. Jędrzejko był inicjatorem powołania dwóch specjalności studiów: „SPRINT – Studia Projektowania Rozrywki Interaktywnej” (koordynowanej później przez Marcina Sarnka, Małgorzatę Łuszczak i Urszulę Boryczkę), oraz „Amerykanistyka w stosunkach międzykulturowych i dyplomacji”.

## Działalność artystyczna
Od 1998 roku członek sekstetu Banana Boat, baryton i barytenor zespołu, twórca wielu nagradzanych tekstów. Współautor płyt A morze tak, a może nie..., Banana Boat... Świątecznie, A Little A Cappella: A Polish-Irish Harmony (z Eleanor McEvoy), Aquareal oraz Ono. Propagator gatunku neo-szanty. Jako członek zespołu współuczestniczył w organizacji wielu wydarzeń kulturalnych i artystycznych, wśród których najważniejsze to organizowany w Łaziskach Górnych Międzynarodowy Festiwal Piosenki Żeglarskiej „Zęza” (2002–2007), akcja charytatywna Zobaczyć morze, oraz organizowane przy współpracy z zespołem festiwale Cobh Maritime Song Festival w Sirius Arts Centre w Cobh w Irlandii, czy World Fusion Music Festival Euroszanty&Folk w Sosnowcu. Jest autorem takich piosenek, jak Zęza czy Requiem dla nieznajomych przyjaciół z s/y Bieszczady, Arktyka, Stavanger i wielu innych. Pisze teksty i recenzje dla portali i czasopism w obszarze kultury marynistycznej. Prowadzi także warsztaty dla autorów tekstów piosenek. Grał również epizodyczną rolę w filmie Hi Way (2006).

## Żeglarstwo
Kapitan jachtowy i motorowodny. Żeglarstwo morskie uprawia od roku 1984. W latach 1992–1994 trzykrotnie przebył pod żaglami Ocean Atlantycki. Od roku 1998 organizuje i prowadzi wyprawy żeglarskie. W latach 2008–2012 pełnił funkcję członka Komisji Kultury i Etyki Polskiego Związku Żeglarskiego. Oferuje także warsztaty poświęcone bezpieczeństwu na morzu. Członek Koła Kapitanów "Śląsk". Jego organizacyjną konstelacją jest Mały Lew (Leo Minor). W roku 2024 został uhonorowany nagrodą "Śląskie Żagle 2023" w kategorii "Rejs roku" za wyprawę jachem Ron Punch z Cienfuegos na Kubie do Palma de Mallorca.